# Andrea Gerhard

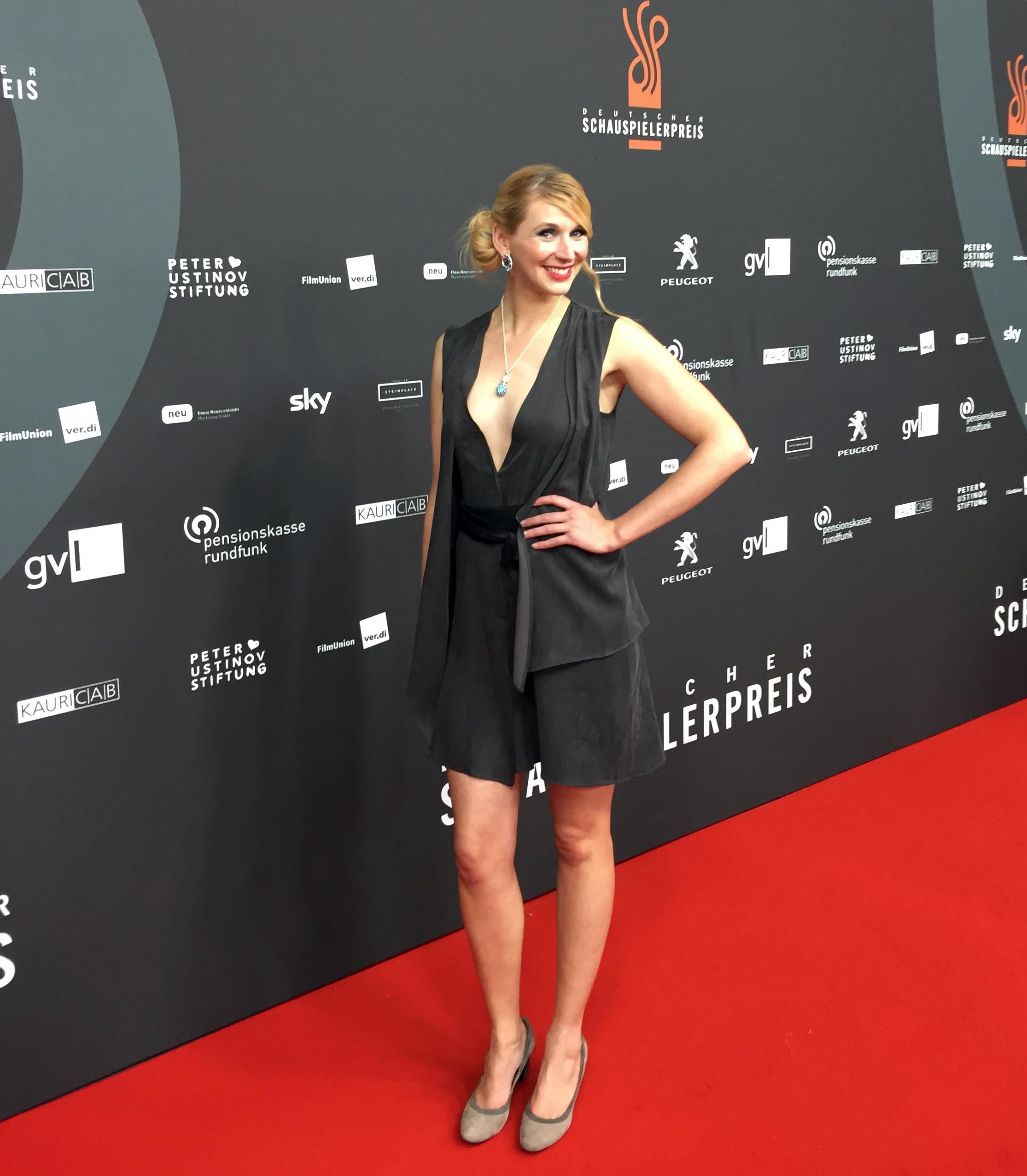
Andrea Gerhard auf dem roten Teppich des Zoopalast Berlin. Deutscher Schauspielerpreis 2015

Andrea Gerhard (* 17. Dezember 1983 in Marburg) ist eine deutsche Schauspielerin und Moderatorin.

## Leben
Gerhard ist in Marburg geboren und aufgewachsen. Nach ihrem Abitur wechselte sie an die Artrium Schauspielschule Hamburg, welche sie 2008 mit einem Abschluss verließ. Seit 2007 arbeitet sie als Schauspielerin für Theater, Film und Werbung. Seit 2016 arbeitet sie auch als Moderatorin für Veranstaltungen und vor der Kamera.
Ihr erstes Engagement führte sie 2007 nach Stuttgart. Dort spielte sie als „Helena“ in Shakespeares „Ein Sommernachtstraum“. Zwei Jahre später gelangte sie an ihre erste Rolle im Ohnsorg-Theater. Mit der Hochschule Dortmund drehte sie den Langfilm Die Tage dazwischen, der 2012 auf den Internationalen Hofer Filmtagen seine Premiere feierte. Ende 2010 stand sie in einer Hauptrolle für drei Episoden der NDR-Produktion Tratsch im Treppenhaus … es geht weiter! neben Ingrid van Bergen, Markus Majowski, Jürgen Drews und Steffen Henssler vor der Kamera. Es folgten Zusammenarbeiten mit Franziska Pohlmann (Die Stimme der Freiheit) und Theresa von Eltz für den preisgekrönten Film 4 Könige. 2017 war Gerhard im Großstadtrevier zu sehen.
Von 2019 bis 2024 spielt sie im Hauptcast der ZDF-Serie Der Bergdoktor. Sie verkörperte die selbstbewusste Arzthelferin Linn Kemper. Ihre letzte Folge wurde am 22. Februar 2024 im ZDF ausgestrahlt.

## Klappe auf!
2012 setzte sie die Idee von „Klappe auf!“ mit Hilfe des BFFS (Bundesverband Schauspiel) erstmals um. Seither findet ihre Interviewreihe jedes Jahr an acht Abenden im Rahmenprogramm des Filmfest Hamburg statt. Zu Gast waren unter anderem Cate Shortland, Lars Kraume, Nova Meierhenrich, Tessa Mittelstaedt, Peter Lohmeyer und Nina Petri. 2018 hat sie diese Aufgabe abgegeben.

## Theater (Auswahl)
- 2007: Ein Sommernachtstraum. Theaterkompagnie Stuttgart. Regie: Christian Schlösser
- 2008: Die Dreigroschenoper. Regie: Bernhard Weber
- 2010: Die Baronin und die Sau. Landesbühne Oberfranken. Regie: Jan Burdinski
- 2010: Nix as Sand. Ohnsorg-Theater. Regie: Frank Grupe
- 2011: Een Sommernachtsdroom. Ohnsorg-Theater. Regie: Michael Bogdanov
- 2012: Minetti. Nordtour GmbH. Regie: Hajo Kurzenberger
- 2013: Die Schneekönigin. Bella Donna Production. Regie: Volkmar Funke
- 2014: Auf dem Totenbett. TAK & Sprechwerk. Regie: René Braun
- 2014: R(h)eine Gier. Theater im Bauturm. Regie: David Koch
- 2014–2015: Opa wird verkauft. Nordtour GmbH. Regie: Wilfried Dziallas
- 2015: Das tapfere Schneiderlein Ohnsorg-Theater. Regie: Frank Grupe
- 2016: Das Glück hat einen Namen. Theater Combinale Lübeck. Regie: Wolfgang Benninghoven
- 2017: Doch lieber Single. Komödie Kassel und Bielefeld. Regie: Jens Asche
- 2018: Die kleine Mutti. Theater Combinale Lübeck. Regie: Wolfgang Benninghoven

## Filmografie (Auswahl)
- 2009: Die Tage dazwischen
- 2010: Tratsch im Treppenhaus … es geht weiter!
- 2012: Die Stimme der Freiheit
- 2014: 4 Könige
- 2014: Gallery Piece
- 2016: Großstadtrevier – Episode Auf Leben und Tod
- 2017: Schlüsselszenen
- 2017: Schönheit lauert überall
- 2019–2024: Der Bergdoktor (31 Episoden)
- 2021: Die Pfefferkörner – Episode Wahlkampf
- 2025: Nord bei Nordwest – Episode Fette Ente mit Pilzen

## Privates
Gerhard ist mit dem Schauspieler David Wehle liiert. Im Februar 2025 wurden sie gemeinsam Eltern eines Sohnes.